# Marilynia quadriseta
Marilynia quadriseta är en rundmaskart som först beskrevs av Jaroslav Weiser 1954.  Marilynia quadriseta ingår i släktet Marilynia och familjen Cyatholaimidae. Inga underarter finns listade i Catalogue of Life.